# 别迭里山口

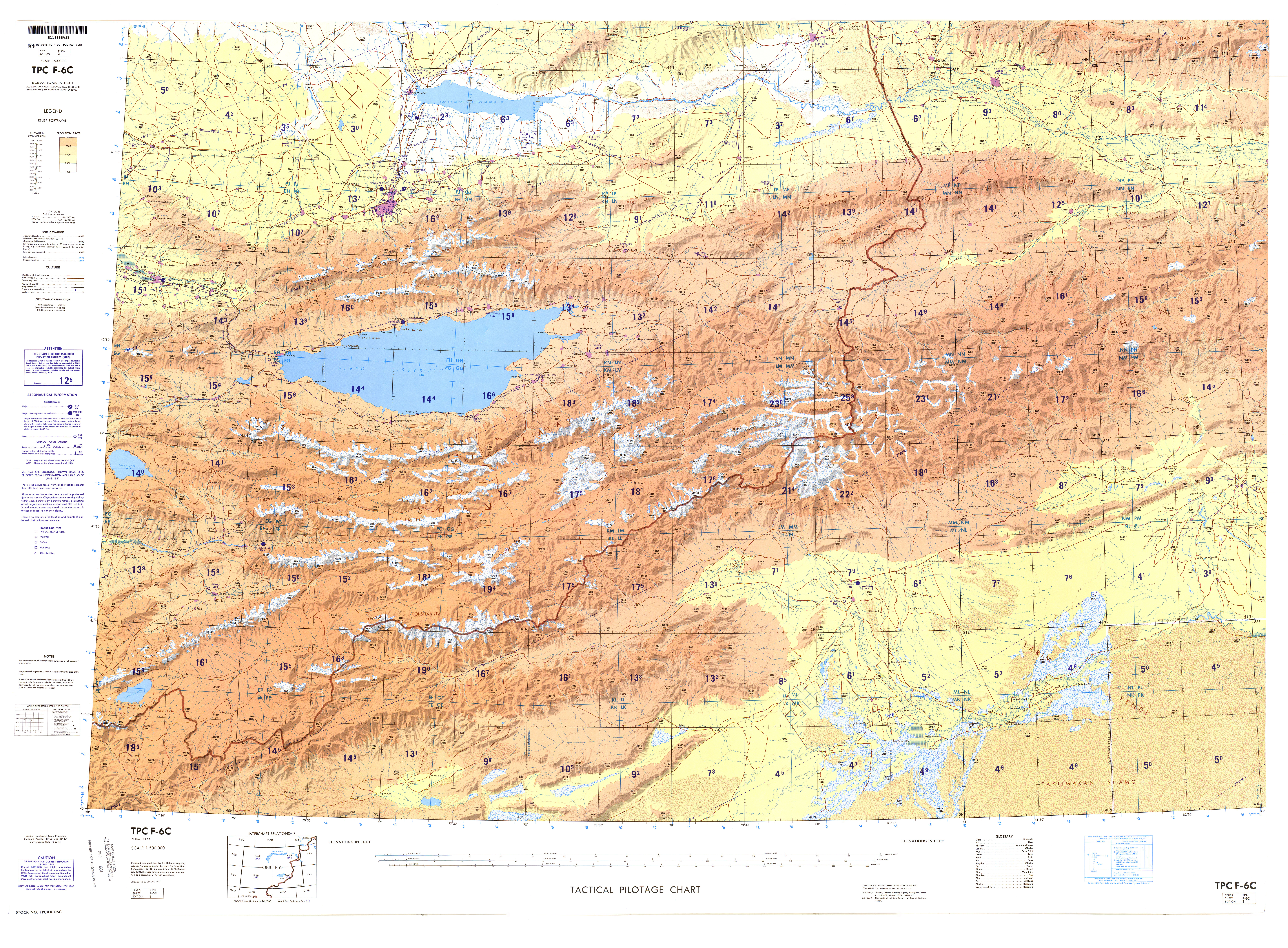

别迭里山口(Bedel Pass)41°24′41″N 78°24′47″E / 41.4114°N 78.4131°E，是連接新疆阿合奇县库兰萨日克乡與吉爾吉斯斯坦伊塞克湖南岸巴爾斯孔的山口，海拔4,284米。
歷史上，别迭里山口是連接中國與中亞的重要路線。在漢代已成為一個重要的邊防重鎮，在隋唐時代這里是中亞連接西突厥汗國和塔里木盆地的重要貿易路線。唐代僧人玄奘從這里離開中國前往印度。
1881年，俄羅斯和滿清對這個山口進行了調查，作為1864年俄羅斯帝國與清朝之間劃定邊界的楚古恰議定書的一部分。在1916年烏爾昆事件期間，據說有10多萬吉爾吉斯人逃離了沙皇部隊，企圖通過山口抵達中國。
山口目前關閉，有一個金礦位於吉爾吉斯斯坦一側的道路上。中國一方的有一個國民黨時代的廢棄哨所。
中华人民共和国和吉尔吉斯共和国关于中吉国界的协定 [China-Kyrgyzstan Border Agreement]. Wikisource. 1996-07-04. "别迭里山口（原苏联地图为4284.0米，别迭里山口）

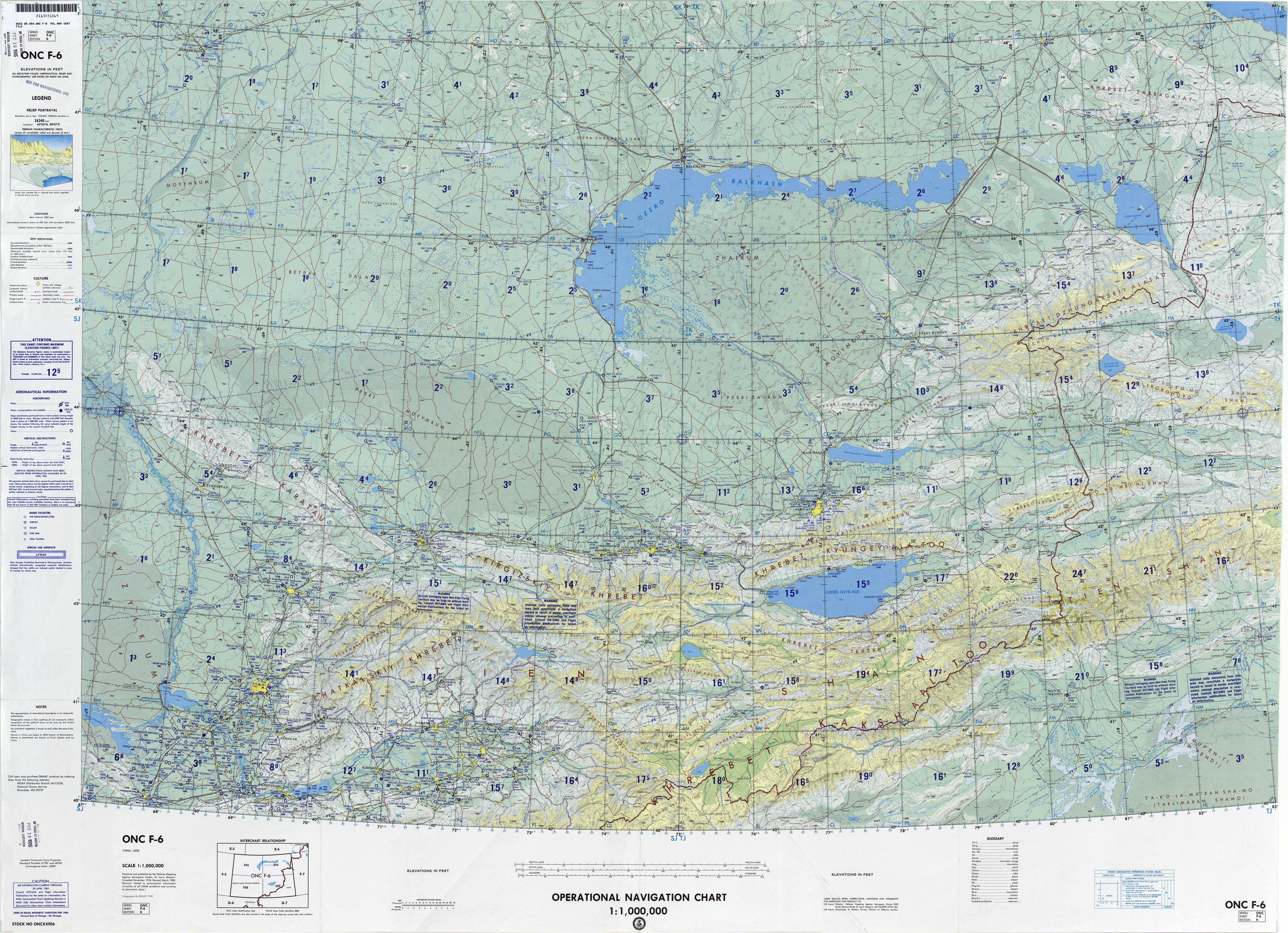